# 波特啤酒

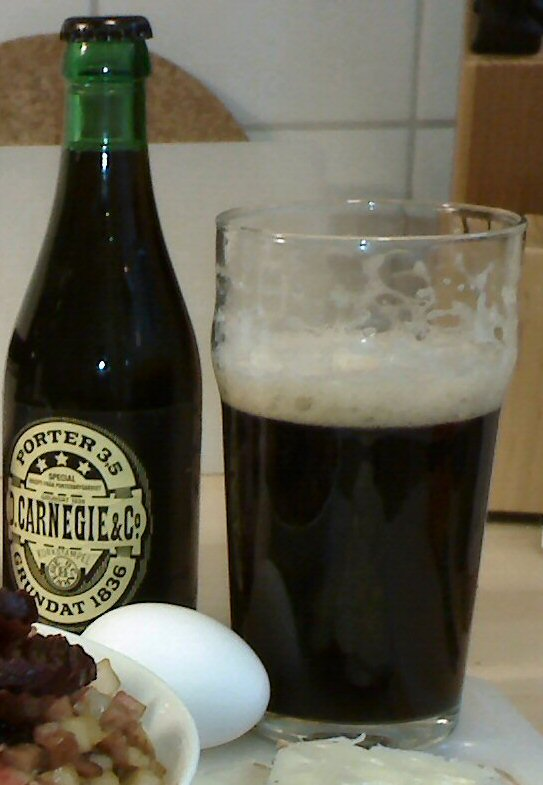
卡內基波打酒（瑞典，哥德堡）

波特啤酒，又譯波打啤酒、跑特啤酒，是一種深色的啤酒，源自於18世紀英國倫敦地區。它是由棕色愛爾啤酒（brown ale）改良而來，以烤過的麥芽發酵而成。它廣受河上及街道搬運工（porter）的歡迎，因此得名。
口味比較強烈的波特啤酒被稱為特強波特（Extra Porter）、雙倍波特（Double Porter）或濃厚波特（Stout Porter）。濃厚波特（Stout Porter）被簡稱司陶特（Stout），因此形成司陶特啤酒。